# Søren Jensen (politiker, 1816-1899)
 For alternative betydninger, se Søren Jensen. (Se også artikler, som begynder med Søren Jensen)
Søren Jensen (født 5. maj 1816 i Rude øst for Skælskør, død 29. januar 1899 sammesteds) var en dansk smed og politiker.
Jensen var søn af smed Jens Sørensen i Rude. Han stod selv i lære som smed i Slagelse fra 1832 til 1835 og arbejdede yderligere 3 år som smed i Slagelse før han vendte tilbage til sin hjemegn.
Jensen var medlem af Folketinget valgt i Sorø Amts 4. valgkreds (Skælskørkredsen) 1852-februar 1853 og maj 1853-1855, samt i Holbæk Amts 3. valgkreds (Ruds Vedby-kredsen) 1858-1864. Han blev valgt ved folketingsvalget i 1852 i Skælskør, men tabte pladsen i februar 1853 til N.F.S. Grundtvig med kun 8 stemmers forskel. Han vandt over Grundtvig i maj 1853, men tabte så til proprietær Brøndsted i 1855. I 1858 vandt han i Ruds Vedby-kredsen. Han genvalgtes i 1861, men stillede ikke op i 1864. Han havde tidligere i 1864 været kandidat til Rigsrådets Folketing, men tabte her til Lars Dinesen. Søren Jensen var med i Bondevennerne fra 1846 og fulgte deres politik.